# 71 î.Hr.

## Evenimente
- Orașul tracic Kabyle devine parte a Imperiului Roman.

## Decese
- dată necunoscută: Oinomaus  (n. ?)
- dată necunoscută: Gannicus gladiator gal (n. ?)
- dată necunoscută: Castus (rebel)  (n. ?)